# Tauchpumpe

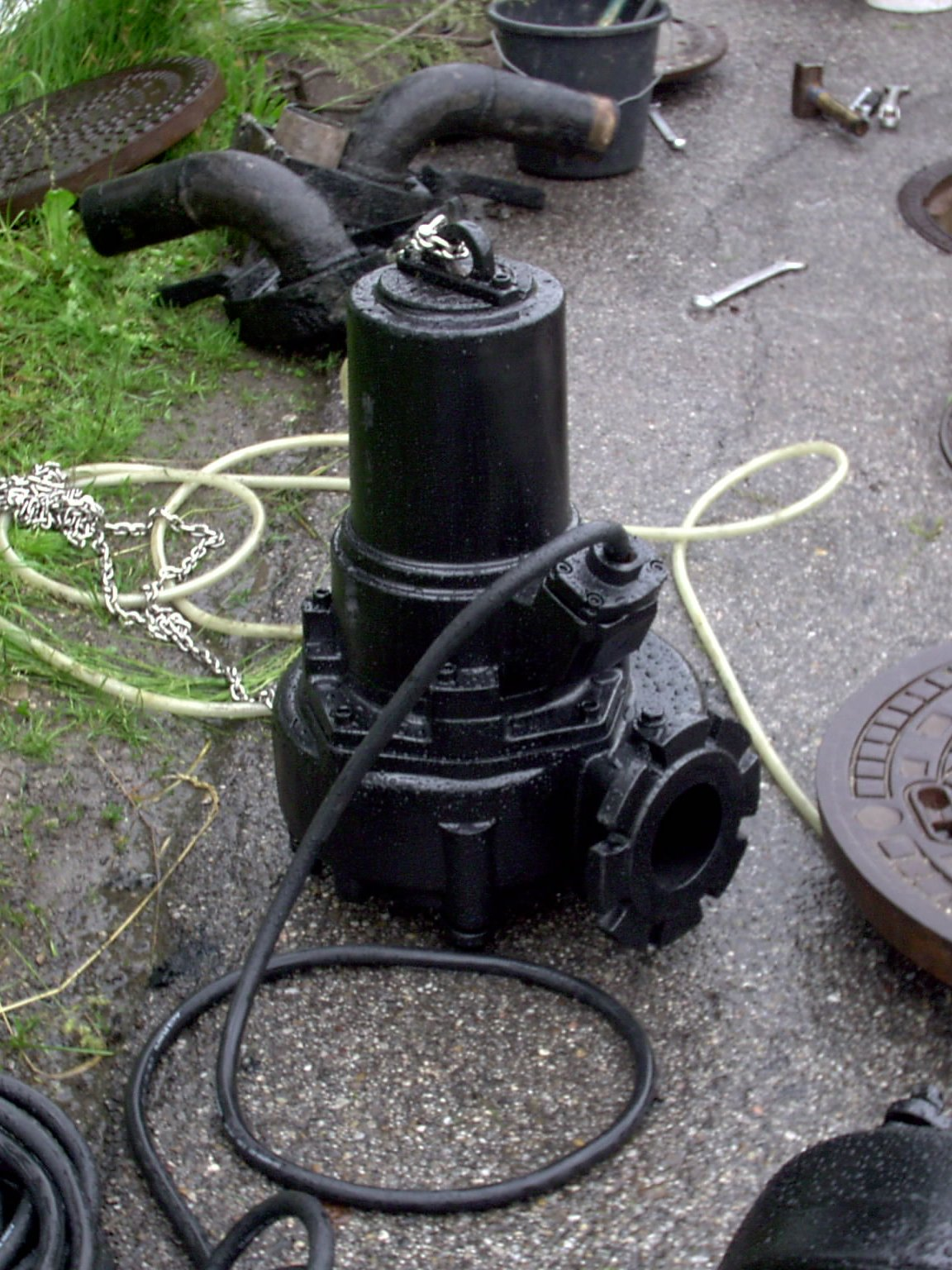
Tauchpumpe für Abwasserförderung

Als Tauchpumpe, Süffelpumpe oder Söffelpumpe bezeichnet man eine transportable oder stationär eingebaute (Kreisel-)Pumpe, die in die zu fördernden Flüssigkeiten eingetaucht wird.
Sie wird meist durch elektrischen Strom angetrieben, alle spannungsführenden Teile sind gegen die Umwelt isoliert. Es existieren jedoch auch Varianten, die mittels Hydraulik arbeiten, da hier der Motor wegfällt und das Pumpaggregat folglich leichter ist. Der Antrieb erfolgt dann durch die Löschpumpe eines Feuerwehrfahrzeugs oder die Hydraulikeinheit eines Traktors, Baggers oder LKWs, die das Hydraulikmedium im Kreislauf über die Tauchpumpe und zurück pumpen.
Die Literleistung bewegt sich zwischen circa 100 l/min und 2.200 l/min, bei hydraulisch angetriebenen Tauchpumpen bis zu 20.000 l/min.
Tauchpumpen können mit einem Schwimmerschalter zum Trockenlaufschutz oder zur Füllstandsregulierung ausgerüstet sein.

## Einsatzgebiete

### Katastrophenschutz
Die Aufgaben des Katastrophenschutzes, insbesondere des Technischen Hilfswerks, verlangen bei der Beseitigung von Schadenslagen mit Wasserbeteiligung bei kleineren und mittleren Einsätzen Tauchpumpen mit hoher Durchfluss- und Ansaugleistung. Hierbei ist nach STAN eine Ausstattung der Einsatzkräfte mit Tauchpumpen mit Leistungskennwerten von 400 l/min und 800 l/min vorgesehen. Diese sind jeder Bergungsgruppe nach STAN zugeteilt und in den Fahrzeugen verstaut. Zusätzlich wird die Fachgruppe Wasserschaden/Pumpen des THW mit weiteren Tauchpumpen mit Leistungskennwerten von bis zu 2.200 l/min ausgestattet. Die Anforderungen des THW beziehen sich hierbei auf einen hohen Leistungsdurchsatz sowie die Möglichkeit von Trockenansaugung, Dauerbetrieb und möglichst geringem Restwasserstand (Flachabsaugung, s. u.).
Der Katastrophenschutz nutzt die vergleichsweise kleinen Tauchpumpen (vgl. HCP Modules) zur Abarbeitung von Einsätzen in Wohn- und Gewerbeanlagen, hierbei insbesondere zum Abpumpen von überfluteten Kellern, Kläranlagen und Schmutzwasser mit hohem Festkörperanteil. Dabei können die tragbaren Tauchpumpen der Fachgruppe Wasserschaden/Pumpen Feststoffe mit einer Größe von bis zu 80 mm verarbeiten, ohne Schaden an der Mechanik der Pumpe anzurichten.

### Feuerwehren

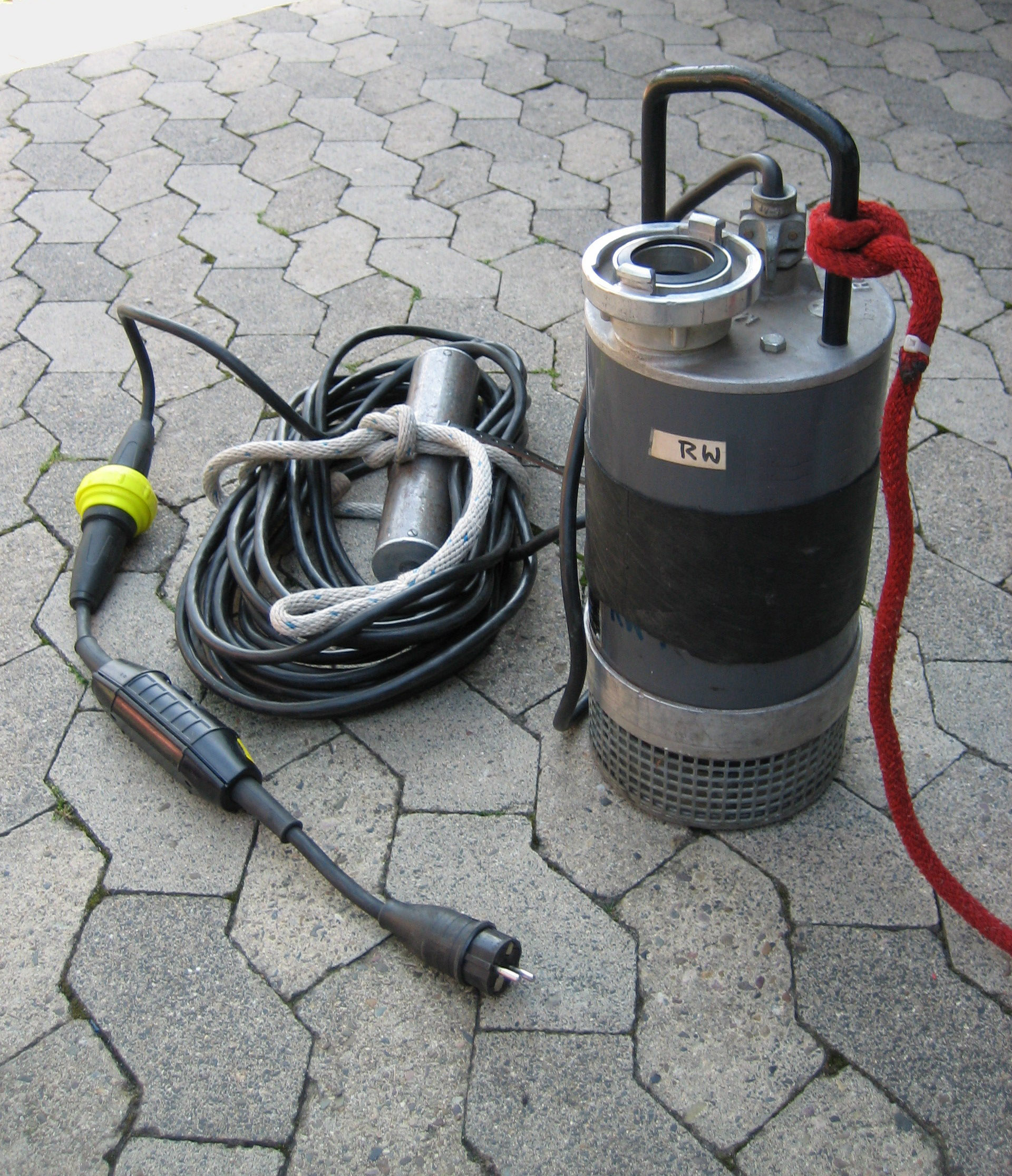
Tauchpumpe, wie sie typischerweise von Feuerwehren genutzt wird. Am Ende des Kabels ist außerdem ein SPE-PRCD (Fehlerstrom-Schutzschalter) angeschlossen (ab dem gelben Ring), dieser ist vorgeschrieben, wenn die Pumpe an Hausinstallationen vor Ort angeschlossen werden soll. Als Steckvorrichtung sind jedoch, entgegen der abgebildeten Variante, druckwasserdichte Steckvorrichtungen vorgeschrieben, mindestens IP67.

Bei den Feuerwehren werden Tauchpumpen im Rahmen der technischen Hilfe eingesetzt. Im Hochwassereinsatz werden in der Regel Tauchmotorpumpen sowie Turbinentauchpumpen eingesetzt. Sie haben die klassischen Wasserstrahlpumpe weitgehend abgelöst.
Tauchmotorpumpen (oder auch kurz Tauchpumpe) (TP) werden elektrisch betrieben. Je nach Förderleistung unterscheidet man die Typen:
- TP 4/1 mit einem Förderstrom von 400 Liter Wasser pro Minute
- TP 8/1 (800 l/min)
- TP 15/1 (1500 l/min),

jeweils bei 1 bar Druck. Als Abgänge werden je nach Größe und Förderleistung der Pumpe C-, B- oder A-Storzkupplungen verwendet.
Dagegen werden Turbinentauchpumpen (TTP) durch Treibwasser angetrieben, das mit Druck von einer Feuerlöschpumpe in die Turbinentauchpumpe gepumpt wird und das Turbinenrad antreibt. Da sie im Gegensatz zu einer Wasserstrahlpumpe getrennte Abgänge für Treib- und Schmutzwasser besitzt, ist ein Betrieb im Kreislauf Feuerwehrpumpe – Turbinentauchpumpe – Feuerwehrpumpe möglich. Das Schmutzwasser wird durch einen weiteren Abgang abgeführt.
In der Regel werden Tauchpumpen nicht für die Löschwasserförderung eingesetzt, da der Löschwasser-Förderstrom ggf. nicht ausreichend wäre. In speziellen, aber seltenen Fällen, kommen sie trotzdem zum Einsatz, z. B. wenn die geodätische Saughöhe für normale Feuerlösch-Kreiselpumpen zu hoch ist (Löschwasserbrunnen mit tiefem Wasserspiegel) oder die Saugleitung zu kurz. Einige wenige Feuerwehren nutzen grundsätzlich Tauchpumpen zur Entnahme von Löschwasser aus offenen Gewässern. Zur Entnahme von großen Löschwasserströmen, z. B. bei Industriebränden, werden Feuerlöschpumpen und Schwimmpumpensysteme wie das „Hytrans Fire System“ (HFS) eingesetzt.

### Wasserversorgung

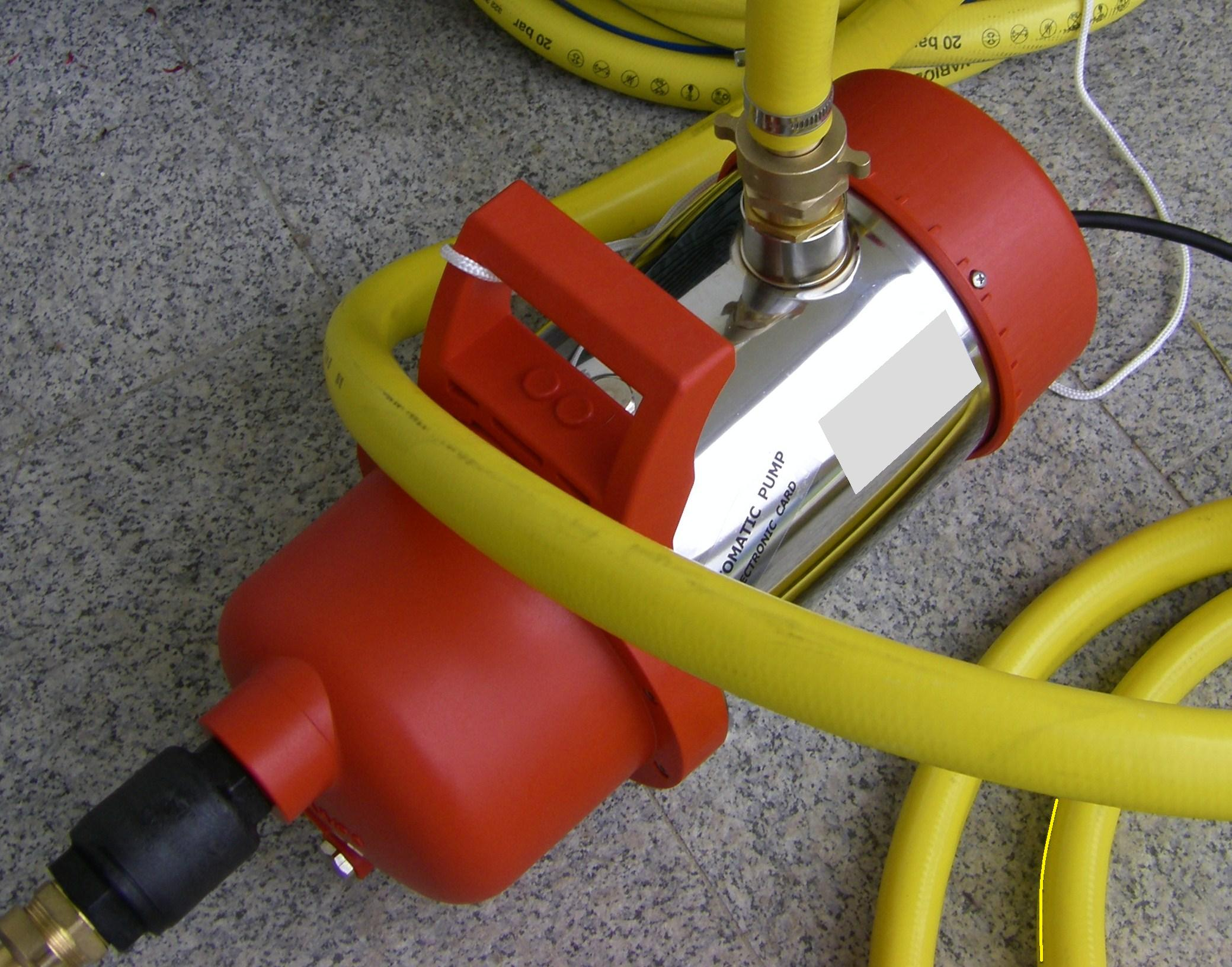
Tauchpumpe, die auch als „normale“ Pumpe eingesetzt werden kann

In der Wasserversorgung werden Tauchpumpen in kleineren Brunnen und Zisternen eingesetzt. Eine spezielle Tauchpumpe ist die Unterwassermotorpumpe, die in der mehrstufigen Ausführung auch größere Wassermengen und Förderhöhen bewältigen und aufgrund ihres Designs auch in engen Brunnenrohren eingebaut werden kann.

### Abwasserentsorgung
Im Bereich der Abwasserentsorgung werden Tauchpumpen in Pumpstationen angewendet. Hier kommt es besonders auf Zuverlässigkeit an. Je gröber die Beimengungen, desto größer muss auch der freie Durchgang der Pumpen sein, um Verstopfungen weitestgehend ausschließen zu können.
Da Pumpen mit großen freien Durchgängen (im Abwasserbereich durchaus 80 mm Kugeldurchgang und mehr) auch immer eine entsprechende Druckrohrleitung benötigen, gibt es für die Entsorgung von Abwässern aus Wohngebäuden oder anderen Einzelobjekten die Möglichkeit, mit Schneidradpumpen zu arbeiten, die das Abwasser zerkleinern und in entsprechend knapp dimensionierte Druckleitungen fördern (ab DN 32 in der Druckentwässerung).

### Aquaristik

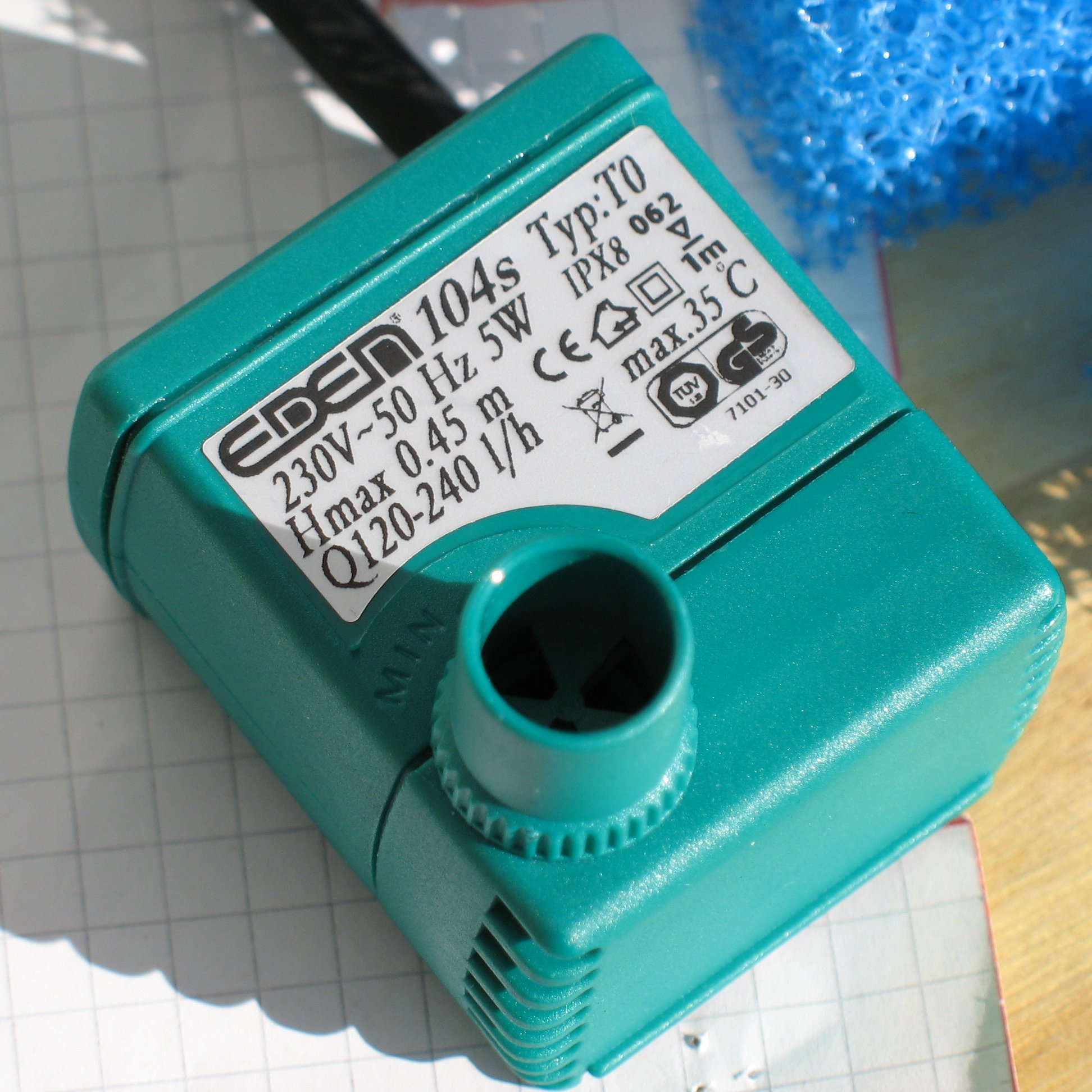
Kleine Tauchpumpe für Aquarien o. ä.

Verschiedene Filtertypen in der Aquaristik nutzen Tauchpumpen, um das Aquarienwasser durch das Filtersubstrat bzw. zurück ins Aquarium zu fördern. Das gilt für die meisten Innenfilter.
Industriell gefertigte Innenfilter besitzen oft eine integrierte Kreiselpumpe ohne Schmierung. Diese saugt Wasser an, filtert Schmutzpartikel heraus und pumpt das gereinigte Wasser wieder zurück und Aquarium.
Der meist im Eigenbau angefertigte Hamburger Mattenfilter wird oft mit separat anzuschaffenden Tauchpumpen betrieben, die von den äußeren Dimensionen sehr klein sein können. So misst etwa das Modell in der Abbildung etwa 4 cm × 4 cm × 3 cm und kann bis zu 240 l/h fördern. Der Rotor sitzt bei solchen Pumpen auf einer Magnetachse und dreht sich, quasi im Wasser schwimmend, sehr reibungsarm und leise. Wichtig beim Einsatz von Tauchpumpen ist, dass sie ausschließlich im Wasser betrieben werden, da ein Einsatz außerhalb zu erheblichen Schäden führen kann.

## Flachsauger
Flachsauger  sind eine Sonderform der Tauchpumpen. Durch ihren flachen Saugkorb haben sie den Vorteil, auch sehr niedrig stehendes Wasser ansaugen zu können. Die Verwendungsmöglichkeiten von Flachsaugern liegen vor allem in Bereichen, in denen ein niedriger Mindestwasserstand von etwa 1–5 mm erforderlich ist. Sie werden z. B. in Betonbecken, Swimming Pools oder auch bei Überflutungen in Gebäuden eingesetzt. Im Gegensatz zu anderen Tauchpumpen haben sie ein hohes Leistungsvermögen, sofern die zu saugende Flüssigkeit keine größeren Feststoffpartikel wie etwa Sand enthält.

## Leistung
Die Leistung {\displaystyle P_{p}} einer Tauchpumpe bzw. der Leistungsbedarf {\displaystyle P_{m}} (als elektrische Leistung zum Antrieb des Motors der Pumpe) berechnet sich nach folgender Formel:
{\displaystyle {\begin{aligned}P_{m}&={\frac {P_{p}}{\eta }}\\&={\frac {Q\cdot p}{\eta }}\end{aligned}}}
mit
- Fördermenge Q
- Förderdruck p
- Gesamtwirkungsgrad {\displaystyle \eta <1} bzw. {\displaystyle \eta <100\%} der Tauchpumpe.

Die Einheit für die Leistung ist W (Watt).
Die Fördermenge Q (auch als Förderleistung bezeichnet) beschreibt, welches Volumen des zu fördernden Mediums pro Zeitspanne gepumpt werden kann. Der Förderdruck p ist der Druck, den eine Tauchpumpe zu erzeugen vermag. Der Förderdruck wird dabei häufig auch als Förderhöhe angegeben.
Beide Parameter, Fördermenge und Förderhöhe, hängen voneinander ab: Die Fördermenge sinkt mit zunehmendem Förderdruck, oder umgekehrt: Je geringer der Förderdruck ist, desto größer ist die Fördermenge. Dieser Zusammenhang wird in Kennlinien dargestellt.
Die Förderleistung wird außerdem durch weitere Faktoren beeinflusst, darunter die Höhe des zu fördernden Wasserstands sowie die Dimensionen und inneren Reibungswerte des Schlauchs, einschließlich seines Durchmessers und seiner Länge.
Der Gesamtwirkungsgrad {\displaystyle \eta } bestimmt sich aus dem Verhältnis zwischen der Leistung, die an der Antriebswelle abrufbar ist (die eigentliche Pumpleistung), und der eingesetzten elektrischen Leistung zum Betrieb des Motors:
{\displaystyle \Leftrightarrow \eta ={\frac {P_{p}}{P_{m}}}}
Auch der Gesamtwirkungsgrad einer Tauchpumpe ist dabei einer Kennlinie zu entnehmen. Jede Tauchpumpe hat jeweils ihre eigenen, nur für sie geltenden Kennlinien. Diese können der jeweiligen technischen Dokumentation der Pumpe entnommen werden.
Die Förderhöhe h einer Pumpe bezeichnet die Druckerhöhung in der Pumpe, also die nutzbare mechanische Arbeit W, die von der Pumpe auf die zu fördernde Flüssigkeit übertragen wird, bezogen auf die Gewichtskraft Fg der geförderten Flüssigkeit:
{\displaystyle h={\frac {W}{F_{g}}}={\frac {F\cdot h}{m\cdot g}}}
mit
- der Masse m der zu fördernden Flüssigkeit
- der örtlichen Fallbeschleunigung g.